# Гомельский театр кукол
Гомельский театр кукол (бел. Гомельскі тэатр лялек, полное название — бел. Дзяржаўная ўстанова «Гомельскі абласны тэатр лялек», рус. Государственное учреждение «Гомельский областной театр кукол») — кукольный театр в Гомеле.

## История
Театр создан в 1968 году из группы кукольников, которая с 1963 по 1968 годы существовала при Гомельском областном драматическом театре. В 1968 г. театр получил статус Гомельского областного театра кукол. Основателем театра и его руководителем на протяжении более 20 лет был Виктор Черняев. С его именем связано становление коллектива, он воспитал многих актёров.
Приглашение на постановки опытных художников (заслуженного деятеля искусств БССР Б.Звенигородского, А.Фоминой, Л.Быкова) дало возможность поднять на соответствующий профессиональный уровень сценографическую культуру постановок. И это при том, что коллектив не имел своей стационарной базы и по сути являлся разъездным.
В 1986 году главным режиссёром театра становится актёр и режиссёр — Заслуженный артист Белоруссии — Владимир Матрос. Отличительную творческую особенность театра он связывает в первую очередь с постановкой произведений национальной драматургии. Она прочно входит в репертуар театра. Поставлены «Дар лесного царя» С.Климкович, легенда «Цветок папоротника» Г.Корженевской, «Дед и журавль» В.Вольского. Особенным успехом у зрителей пользуется спектакль «Пусть не смолкает жаворонок» А.Вольского, который неоднократно становился лауреатом и дипломантом международных фестивалей театров кукол, отмечался призами за творческое освоение традиций народного театра (куклы выполнены из соломки, художник Ф.Розов).
За свою, почти 52-летнюю историю, коллективом театра поставлено более 180 спектаклей, которые посмотрели более 4 миллионов зрителей. Гастрольная и фестивальная география театра охватывает пространство от Испании до Владивостока. Только за прошедшие три сезона труппа театра побывала в Минске и Москве, Самаре и Калининграде, Курске, Киеве, Чернигове, Душанбе и других городах.
Начиная с 1994 года театром при поддержке Министерства культуры Республики Беларусь и Белорусского детского фонда проводится благотворительная акция «Театр — детям Чернобыля», в ходе проведения которой театром ежегодно даётся более 50 спектаклей для детей, проживающих в наиболее пострадавших от аварии на ЧАЭС районах Гомельской области.

## Труппа
Сегодня в труппе театра — 26 актёров.
- Директор — Горелик Дмитрий Абрамович
- Художественный руководитель — Вутто Юрий Леонидович
- Главный художник — Н. Баяндина

## Репертуар
В репертуаре театра — произведения белорусской и русской драматургии, произведения мировой классики.
Спектакли театра предназначены детям. Это, в основном, сказки. Среди постановок первых лет выделялись спектакль-игра «Вот так Ёжик» и особенно «Приключения медвежонка Римтимти». Ярким творческим достижением стали весёлые и ироничные спектакли «Пушкинские сказки» и «Сказка о царе Салтане» по произведениям А. С. Пушкина. Колоритные характеры сказочных персонажей создали в них актёры В.Матрос, В.Курдюмов, Т.Горячева. Большим успехом у ребят пользовались спектакли «Человек с хвостом» Г.Остера, «Спичка-невеличка» Г.Стефанова, «Холодное сердце» Ю.Коренца, «Бука» М.Супонина.
Ежегодно театром показывается около 400 спектаклей и обслуживается более 65000 зрителей.

## Здание
Решением Гомельского горисполкома в сентябре 2002 года театру было передано здание дворца культуры по ул. Пушкина, 14. В марте 2004 года открыт зрительский комплекс театра со стационаром на 214 мест.
С февраля по сентябрь 2007 года была произведена полная реконструкция театра. У входа в театр стоят фигуры сказочных персонажей. Часть улицы Пушкина стала пешеходной. И сейчас, после реконструкции, можно отметить, что здание театра является одним из лучших театральных зданий.

### Галерея

Памятник Буратино и его друзьям
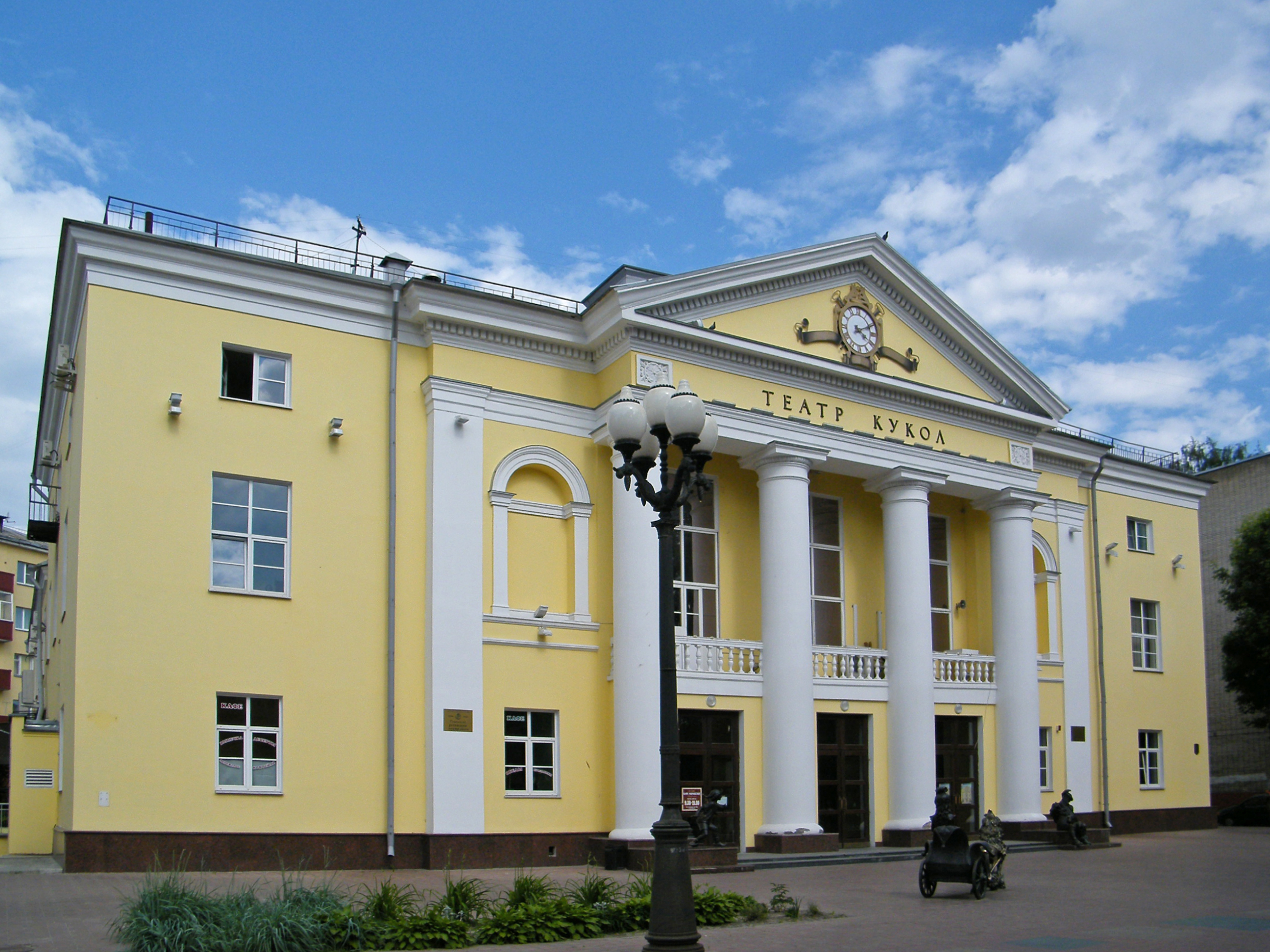
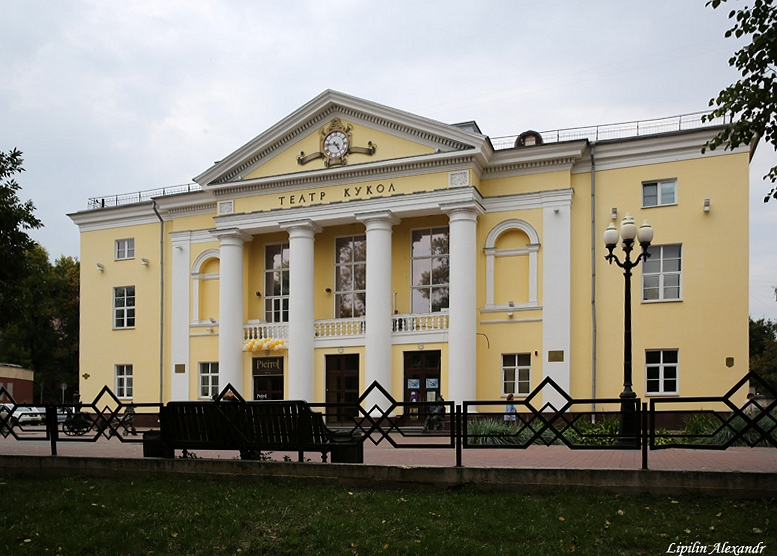
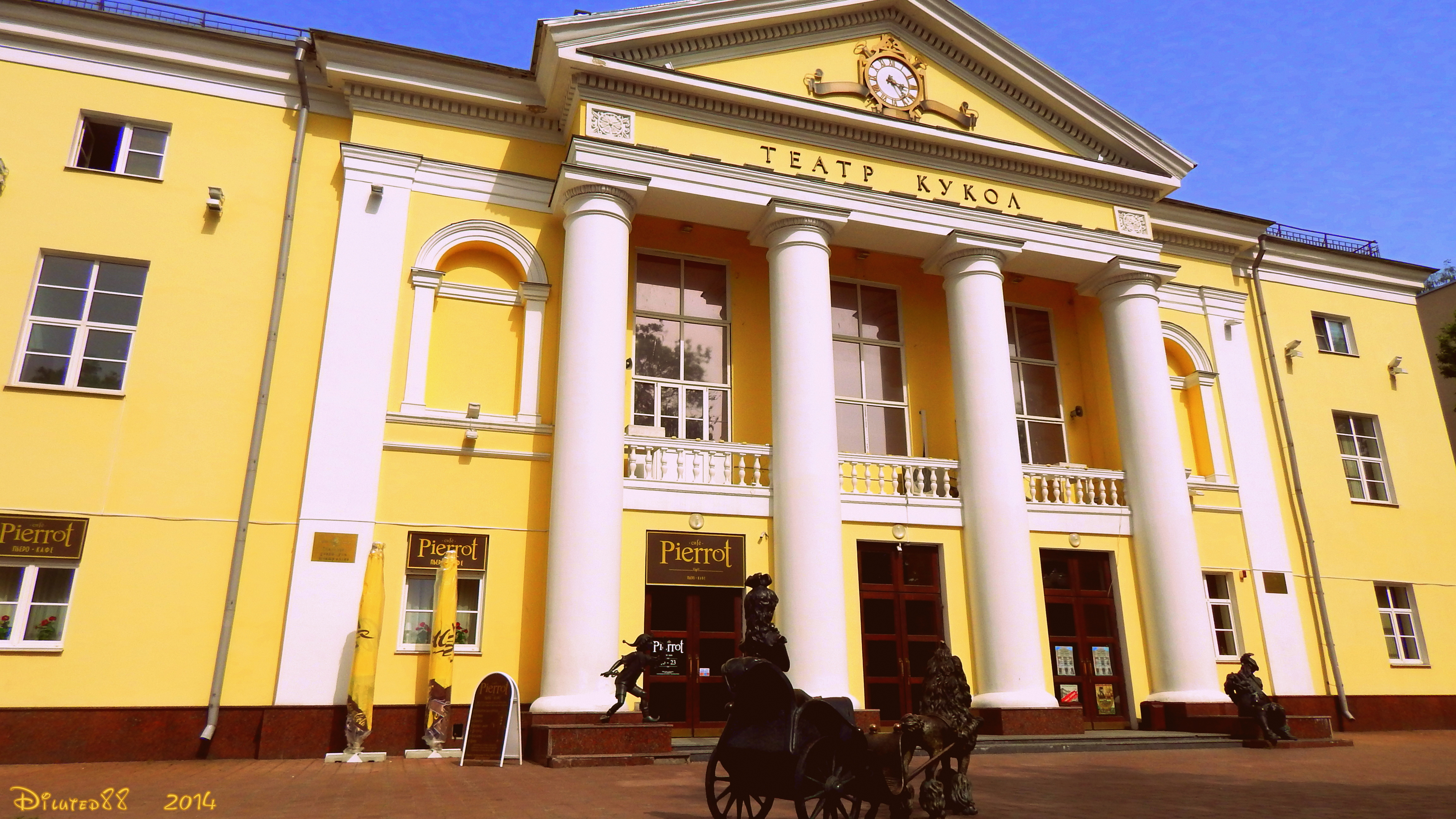